# Эскобар, Энрике
Энрике Корнелио Ортусар Эскобар (исп. Enrique Cornelio Ortúzar Escobar; 7 ноября 1914, Сантьяго, Чили — 26 февраля 2005, там же) — чилийский государственный деятель, министр иностранных дел Чили (1960, 1961, 1963).

## Биография
Окончил юридический факультет Папского Католического университета. Заведовал кафедрой гражданского права университета.
Работал в аппарате чилийского сената,
- 1958—1959 гг. — министр внутренних дел,
- 1960—1964 гг. — министр юстиции,
- 1960, 1961 и 1963 гг. — в течение нескольких месяцев являлся министром иностранных дел Чили.

После переворота 1973 г. активно сотрудничал с режимом Аугусто Пиночета, руководил комиссией по созданию новой Конституции, получившей название комиссии Ортусара.
В 1982—1990 гг. — член Конституционного трибунала Чили.